# 회정리 미사일 기지
회정리 미사일 기지는 북한 자강도 화평군 회중리(檜中里)에 위치한 미사일 기지이다. 조선인민군 전략군 소속이다. 회중리 미사일 기지이다.

## 역사
지하 사일로로 된 ICBM 기지로 알려져 있다. 언론에서는 양강도 회정리라고 잘못 보도된 경우도 많다.
2019년 3월 12일, 유엔 안보리 대북제재위원회는 연례보고서에서, 한 회원국은 2018년 11월 "북한이 북쪽 국경지대 근처에 ICBM 기지를 건설하고 있다"고 통보했다. 보고서는 CNN이 ICBM 기지로 지목한 양강도 회정리 미사일 기지 위성사진을 공개했다.
CNN이 보도한 영저리 미사일 기지에서 약 11 km 떨어진 회정리(Hoejung-ri) 지역의 공사 상황은 2012년 말부터 감지된 것으로 알려졌다. 영저리 미사일 기지는 중국 국경에서 12마일(약 20 km) 떨어진 산악지역에 대포동 1호, 대포동 2호 미사일을 발사할 수 있는 기지이다.
조선인민군 전략군 조직도를 보면 북한의 지하 사일로 ICBM 기지는 4곳이 있다.
- 제51기지 : 평남 은산군 대흥군
- 제52기지 : 자강 전천군 갈골동
- 제53기지 : 자강 화평군 무명산
- 제54기지 : 평북 삭주군

미국이 말하는 회정리 미사일 기지는 자강도 화평군 무명산의 제53기지를 말하는 것으로 보인다.

## 핵실험장
2018년 12월 5일, CNN이 미들베리 연구소의 영저리 미사일 기지와 회정리 굴착현장 분석 보고서를 보도했다.
회정리 미사일 기지는 미사일 기지가 아니라 핵실험장일 수도 있다는 미국 위성 사진 전문가들의 분석이 있다.
미들베리 연구소는 북핵문제에서 유명하다. 2018년 8월, 미국의 북핵 전문가로 이름 높은 미들버리 칼리지의 미들베리 국제학 연구소에서 동아시아 비확산 프로그램 소장으로 일하는 제프리 루이스 박사가 가상 전쟁 소설을 출간했다. "The 2020 Commission Report on the North Korean Nuclear Attacks Against the United States"이란 제목의 소설을, 국제 전문가들은 주목하고 있다. 제프리 루이스 박사는 2006년 1차 핵실험 당시 미국 하버드대 핵군축 연구소 책임자였다. 즉, 1차 핵실험 당시 미국 1위 대학의 핵무기 분석 책임자였다.